# Galerie Karl Pfefferle
Die Galerie Karl Pfefferle war eine Galerie in München. Sie wurde 1983 von Karl Pfefferle gegründet. Nach seinem Tod 2019 übernahm der Landshuter Galerist Wolfgang Jahn die Galerie unter dem Namen Jahn Pfefferle.
Seit September 2020 firmiert die Galerie unter dem Namen Galerie Wolfgang Jahn.

## Geschichte

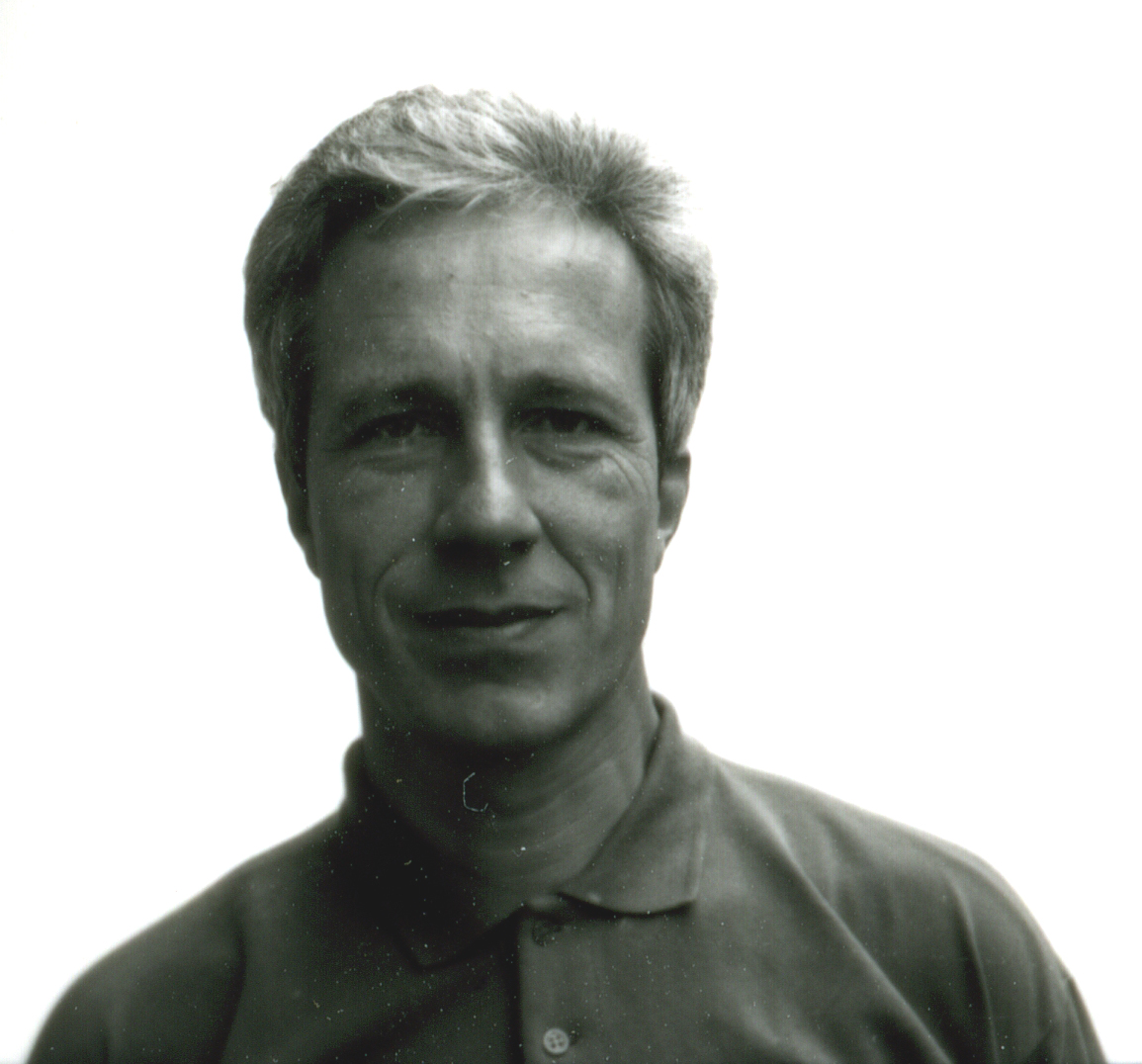
Karl Pfefferle, 90er Jahre.

Karl Pfefferle (1946–2019) gründete zuerst 1981 in Grünwald bei München die Edition Pfefferle. Als erstes Buch der Edition erschien Das Bilderbuch mit einem Nachwort von Wolfgang Max Faust (1944–1993) und den Original Lithographien von Hans Peter Adamski, Siegfried Anzinger, Ina Barfuss, Peter Bömmels, Michael Buthe, Walter Dahn, Michael Deistler, Martin Disler, Jiří Georg Dokoupil, Gerard Kever, Daniel Nagel, Gerhard Naschberger, Markus Oehlen, Peter Pick, Claude Sandoz, Klaudia Schifferle, Hubert Schmalix, Andreas Schulze, Stefan Szczesny, Volker Tannert, Thomas Wachweger, Troels Wörsel, Bernd Zimmer und Sigmar Polke.

Galerieräume in der Maximilianstraße in München, 80er Jahre.

Die Galerie Karl Pfefferle wurde 1983 gegründet. Sie setzte sich für malerische Positionen in der Gegenwartskunst ein. Im ersten Jahrzehnt vertrat die Galerie die Exponenten der „Jungen“ (oder auch „Neuen“) Wilden. Unter ihnen wurden auch Jiří Georg Dokoupil, Rainer Fetting und Bernd Zimmer von der Galerie vertreten.
Ab den 1990er Jahren öffnete sich die Galerie Karl Pfefferle zunehmend einer konzeptionell ausgerichteten Malerei, die auf unterschiedliche Weise vor dem Hintergrund vielschichtiger kultureller Einflüsse arbeitete (Ekrem Yalcindag, Peter Schuyff und Leif Trenkler). Ab Ende der 90er Jahre widmete sich die Galerie auch Positionen der Fotografie und vertrat William Eggleston, Larry Clark und David Lynch. Zeitgenössische abstrakte junge Malerei präsentierte Carsten Fock (geb. 1968).
Die Galerie Karl Pfefferle beteiligte sich auch am Kunstwochenende München und Open Art München und stellte unter anderem auf den Messen Art Basel, Art Cologne, abc Berlin, Kunstmesse Zürich, ARCO Madrid und Kunstmesse München aus.

## Edition Pfefferle
- Das Bilderbuch: Original Lithographien von Adamski, Anzinger, Barfuß, Bömmels, Buthe, Dahn, Deistler, Disler, Dokoupil, Kever, V. L., Nagel, Naschberger, Oehlen, Pick, Sandoz, Schifferle, Schmalix, Schulze, Szczesny, Tannert, Wachweger, Wörsel, Zimmer, Polke, Nachwort von Wolfgang Max Faust, Edition Pfefferle, München 1981
- Stefan Szczesny – Zeichnungen 1982, Edition Pfefferle, München 1982
- Stefan Szczesny – Immagini Romane, Edition Pfefferle, München 1983
- Hans Peter Adamski, Siegfried Anzinger, Elvira Bach, Martin Disler, Georg Jiri Dokoupil, Claude Sandoz, Andreas Schulze, Stefan Szczesny, Volker Tannert, Bernd Zimmer, Edition Pfefferle, München 1983
- Skulpturen – Zeichnungen. Hans Peter Adamski, Siegfried Anzinger, Peter Bömmels, Georg Jiri Dokoupil, Peter Fischli, David Weiss, Horst Münch, Hubert Schmalix, Stefan Szczesny, Volker Tannert, Edition Pfefferle, München 1984
- Elvira Bach, Edition Pfefferle, München 1985, ISBN 3-925585-07-9
- Hans Peter Adamski, Arbeiten 1980–1985, Edition Pfefferle, München 1985
- Malerei – Painting – Peinture, Nr. 1 (mit Künstlerbeiträgen von: Peter Bömmels, Sandro Chia, Demosthenes Davvetas, Martin Disler, Rainer Fetting, Peter Handke, Alois Mosbacher, Stefan Szczesny, Bernd Zimmer), herausgegeben von Stefan Szczesny, Edition Pfefferle, München 1985, ISSN: 0178-689X
- Malerei – Painting – Peinture, Nr. 2 (mit Künstlerbeiträgen von: Hans-Peter Adamski, Siegfried Anzinger, Elvira Bach, Uli Becker, Enzo Cucchi, Demosthenes Davvetas, Dieter Hacker, Clemens Kaletsch, Claude Sandoz. Andreas Schulze), herausgegeben von Stefan Szczesny, Edition Pfefferle, München 1986, ISSN: 0178-689X
- Malerei – Painting – Peinture, Nr. 3 (mit Künstlerbeiträgen von: Michael Buthe, Christa Näher, Salvo, Troels Wörsel, Mimmo Paladino, Thomas Hornemann, Robert HP. Platz, Walter Dahn, Antonius Höckelmann), herausgegeben von Stefan Szczesny, Edition Pfefferle, München 1986, ISSN: 0178-689X
- Malerei – Painting – Peinture, Nr. 4 (mit Künstlerbeiträgen von: Adamski, Anzinger, Baselitz, Bömmels, Buthe, Chia, Cucchi, Dahn, Dokoupil, Fetting, Garouste, Hacker, Höckelmann, Hödicke, Immendorff, Kaletsch, Lüpertz, Mosbacher, Müller, Paladino, Penck, Schifferle, Schmalix, Szczesny), herausgegeben von Stefan Szczesny, Edition Pfefferle, München 1987, ISSN: 0178-689X
- Malerei – Painting – Peinture, Nr. 5 (mit Künstlerbeiträgen von: Ina Barfuss, Horst Bienek, Christopher LeBrun, Francesco Clemente, Georg Jiri Dokoupil, Gérard Garouste, Leiko Ikemura, Salomé, Klaudia Schifferle, Hubert Schmalix, Julian Schnabel), herausgegeben von Stefan Szczesny, Edition Pfefferle, München 1988, ISSN: 0178-689X
- Martin Disler, Bleeding Dancers, Edition Pfefferle, München 1989, ISBN 3-925585-11-7
- Thomas Hornemann, Bernd Zimmer, Lurelei / Der hinterlistige Fels, Edition Pfefferle, München 1988, ISBN 3-925585-14-1
- Malerei – Painting – Peinture, Nr. 6 (Nr. 1 bis Nr. 5 in gebundener Form), herausgegeben von Stefan Szczesny, Edition Pfefferle, München 1989